# پیوتر سوکولوف (نقاش)
پیوتر سوکولوف (انگلیسی: Pyotr Sokolov; ۱ ژانویهٔ ۱۸۲۱ – ۱۵ اکتبر ۱۸۹۹) نقاش و تصویرگر اهل روسیه بود.
وی پسر بزرگ پیوتر فیودوروویچ سوکولوف نقاش آبرنگ پرتره بود، وی نقاشی را پدرش یاد گرفت و سپس به آکادمی امپریال هنر رفت و نزد دایی خود کارل بریولوف و همچنین پیوتر باسین و فیودور برونی تحصیل کرد.

## تصویرگری ازطرح‌های اولیه از آلبوم شکارچی

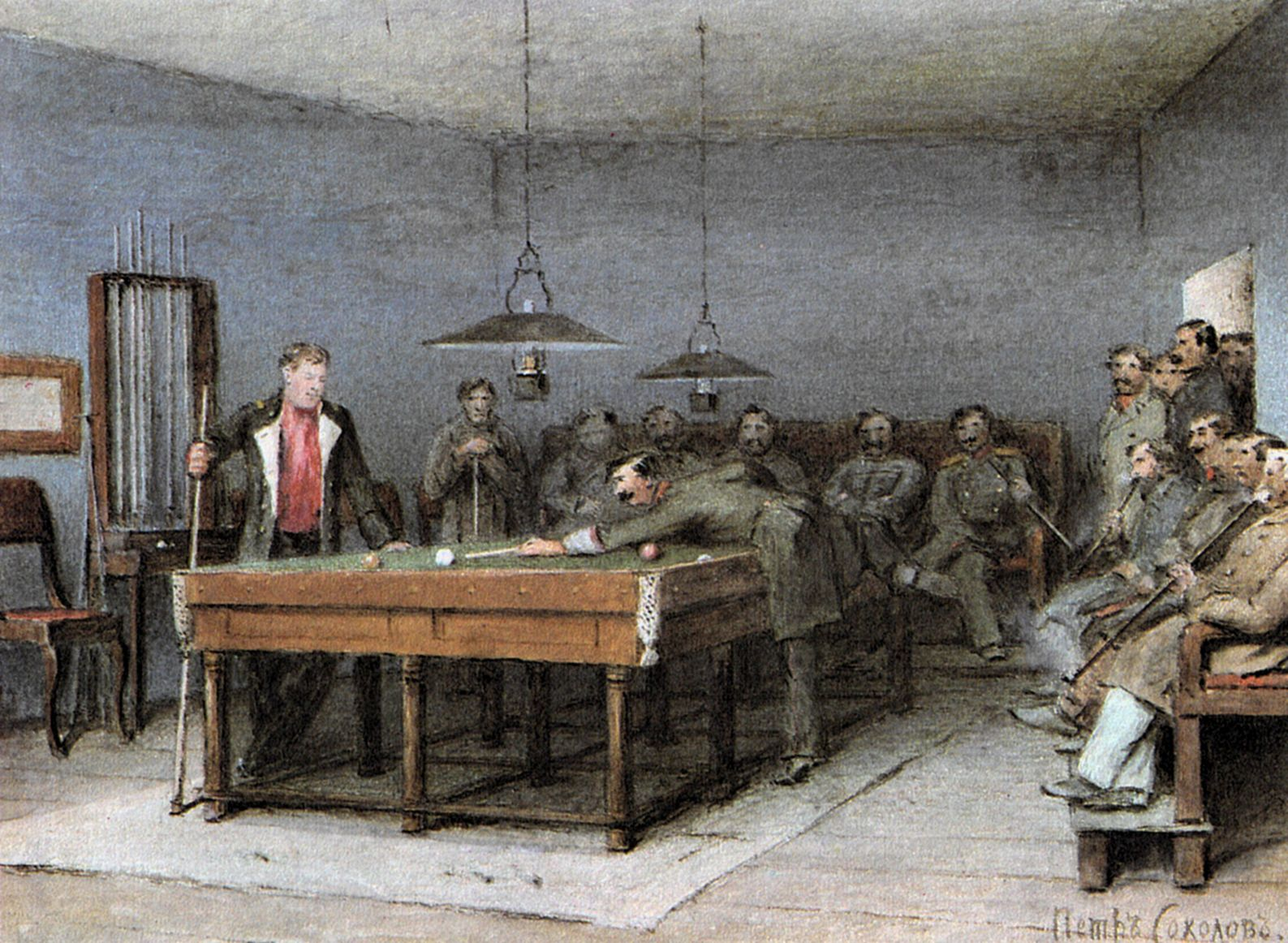
"Lebedyan"
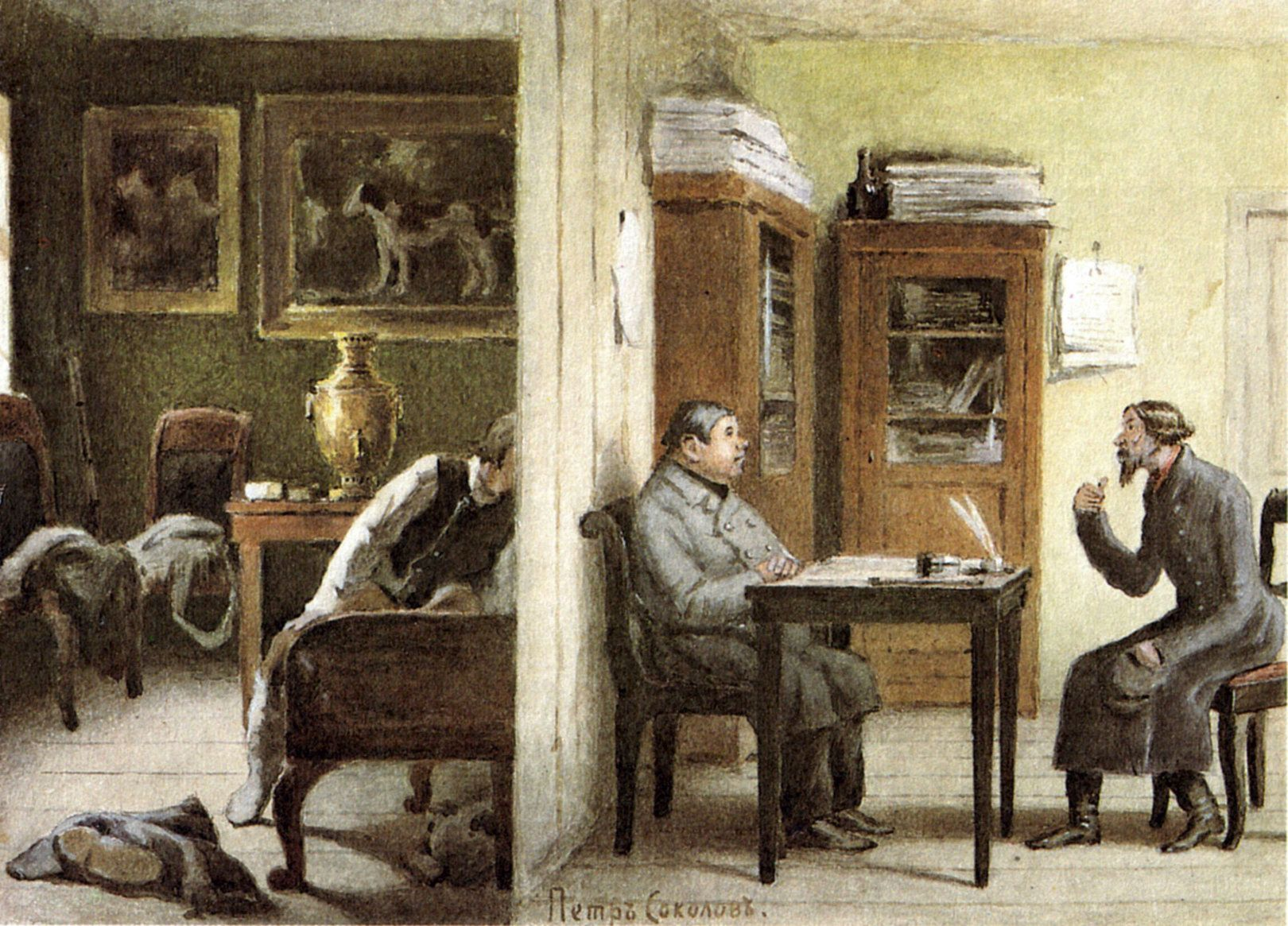
"The Office"
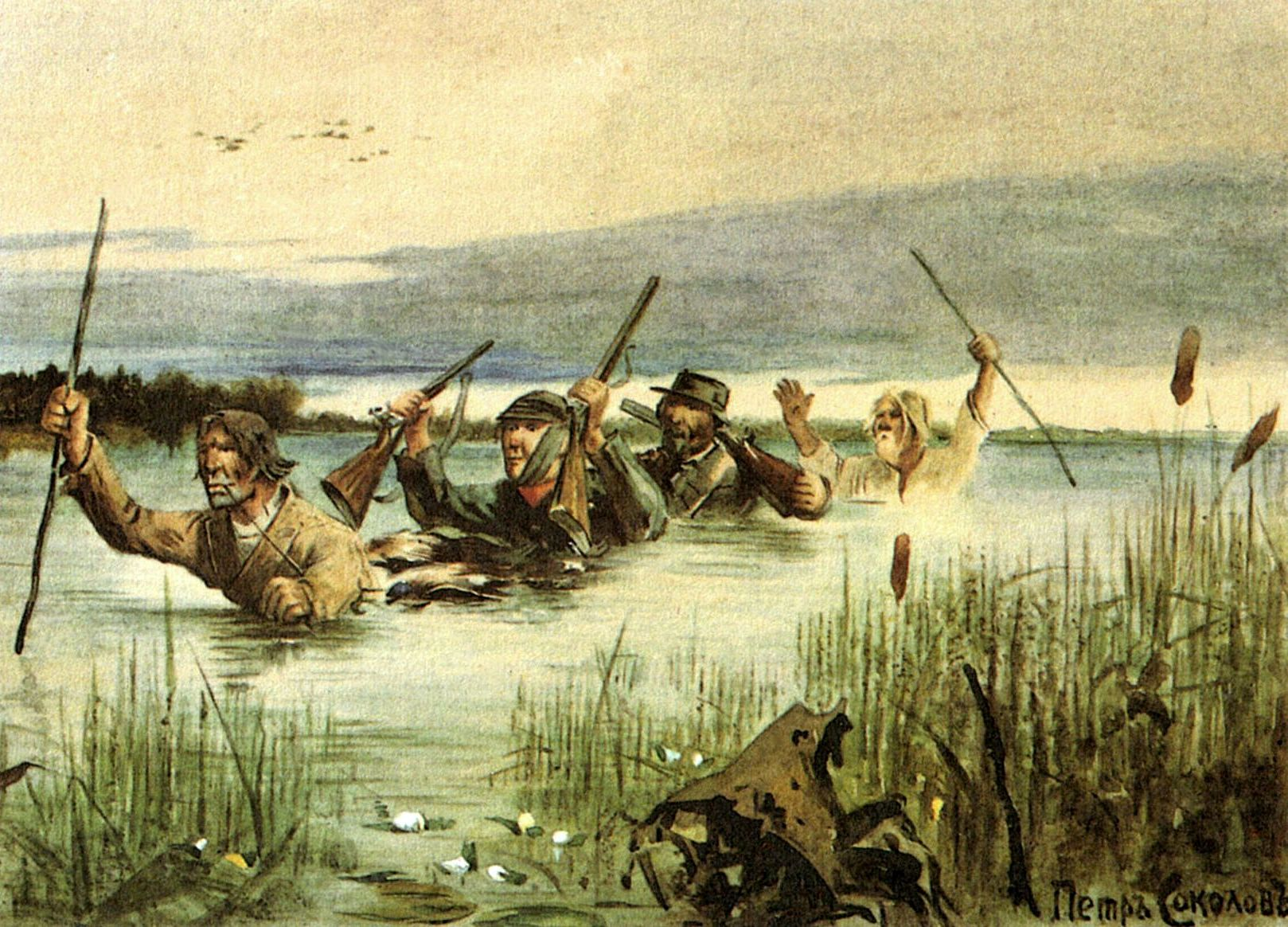
"Lgov"
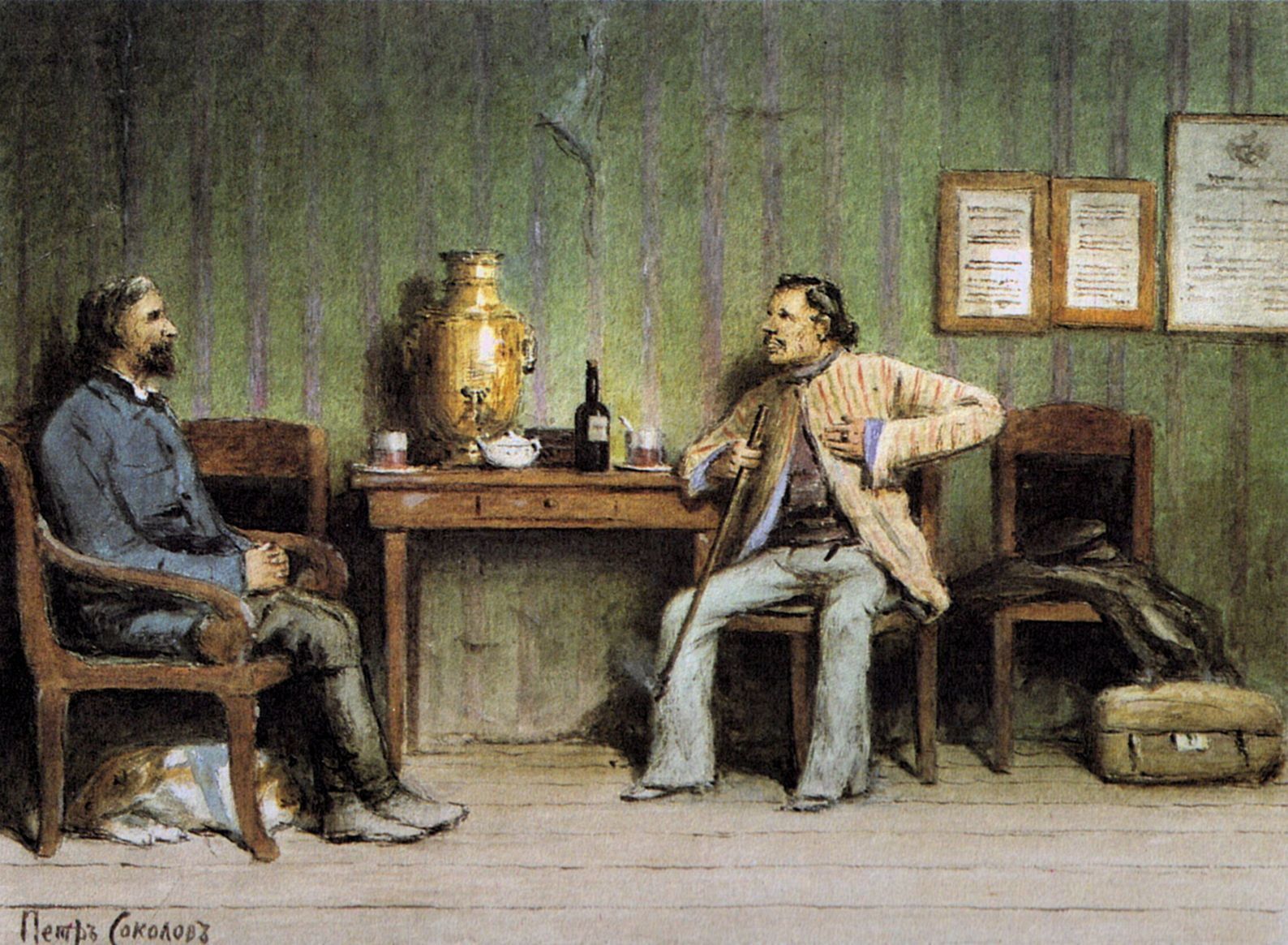
"Pyotr Petrovich Karataev"